# Sweet Home Alabama – Liebe auf Umwegen
Sweet Home Alabama ist eine US-amerikanische romantische Filmkomödie von Regisseur Andy Tennant aus dem Jahr 2002.

## Handlung
Melanie Carmichael, eine junge Frau aus einer einfachen Familie, hat den Sprung aus der Kleinstadt Pigeon Creek in Alabama nach New York geschafft. Sie ist erfolgreich als neue Designerin in die Modeszene eingestiegen, feiert einen beruflichen Erfolg nach dem anderen – und nicht nur dort. Denn Andrew, der Sohn der Bürgermeisterin, macht ihr beim bekannten Juwelier Tiffanys einen Heiratsantrag. Melanie nimmt  diesen überglücklich an, verschweigt aber, dass sie noch in ihre Heimatstadt zurück muss, um ihre Scheidung zu regeln, denn sie ist noch immer mit ihrem Jugendfreund Jake, der damals ein echter Versager war, verheiratet. Dieser weigerte sich bisher, einer Scheidung zuzustimmen.
Als Melanie dort mit ihren Eltern und alten Freunden zusammentrifft, haben diese erst wenig Verständnis für ihre Wandlung von einem Südstaatenmädchen zur Yankeefrau. Doch auch Melanie entdeckt, dass sich in ihrer Heimat einiges geändert hat. Jake hat nämlich sein eigenes Geschäft aufgebaut und ist damit ebenfalls sehr erfolgreich, auch wenn er dies zunächst vor ihr erfolgreich zu verstecken versucht.
Die Situation spitzt sich zu, als Andrew und seine Mutter nach Alabama kommen und beschlossen wird, die Hochzeit dort auszurichten, damit auch Melanies Freunde und Familie dabei sein können. Überdies gerät die Fassade, die Melanie gegenüber Andrew und seiner Mutter errichtet hat, nämlich dass sie aus einer gutbürgerlichen Familie stammt, gehörig ins Wanken.
Bald stellt sich die Frage, für wen sich Melanie entscheiden wird. Jake, ihren Ehemann, den sie schon  seit ihrer Kindheit kennt, oder Andrew, der beliebte „nächste Präsident der USA“. Als ihre Hochzeit mit Andrew bereits in vollem Gange ist, erscheint Melanies Anwalt und bringt die Scheidungspapiere, die Jake bereits unterschrieben hatte, Melanie aber nicht. Jakes Mutter weist Melanie darauf hin, dass so etwas kein Zufall sein könne.
Melanie gibt Andrew am Traualtar einen Korb und dieser verschwindet geknickt. Als Andrews Mutter sie und ihre Mutter beleidigt, schlägt Melanie sie mit der Faust nieder. Ihr Vater ruft begeistert, dass der Süden sie wieder hat. Zum Schluss tanzt sie mit Jake auch den Tanz, den er ihr schon bei ihrer eigentlichen Hochzeit versprochen hatte, aber nicht gewähren konnte (Nachwirkungen des Junggesellenabschiedes).

## Kritiken
Stephanie Zacharek schrieb auf salon.com, der Film befolge blind die enttäuschendsten Trends beim Dreh der romantischen Komödien. Sie erinnert daran, dass in den älteren Filmen die Charaktere die Konsequenzen der Handlungen trugen, während Witherspoon alle ihre Fehler mit einem Lächeln auszulöschen scheint.
Staci Layne Wilson schrieb in Fantastica Daily, der Film werde bestimmt keine Academy Awards, aber einige Herzen (der Zuschauer) gewinnen können.
Glenn Whipp schrieb in Los Angeles Daily New, der Film sei blöd (dumb), aber auf eine harmlose Art, die den Zuschauer am Ende gewinnen könne.
Outnow.ch beschreibt den Film mit „[...] Sonne, Romantik, ländliche Gegenden und sehr sympathische Schauspieler. Sweet Home Alabama ist ein typischer Wohlfühl-Film, der viele Zuschauer zu Tränen rührt und in dem man sich über die wunderlichen Gestalten des Südens amüsieren kann [...]“

## Trivia
Der Film hatte ein Budget von 30 Mio. US-Dollar. Das weltweite Einspielergebnis betrug rund 181 Mio. US-Dollar.
2008 wurde eine deutsche Neuverfilmung als Fernsehfilm unter dem Titel Liebesticket nach Hause ausgestrahlt.

## Ausstrahlung in Deutschland
Sweet Home Alabama wurde am 23. Oktober 2005 im Free-TV auf ProSieben zur Hauptsendezeit erstausgestrahlt. Den Film verfolgten 2,79 Millionen Zuschauer in der werberelevanten Zielgruppe bei einem Marktanteil von 17,7 Prozent. Die Gesamtzuschauerzahl betrug 3,48 Millionen bei 9,8 Prozent Marktanteil.

## Auszeichnungen
George Fenton wurde der BMI Film Music Award für den Soundtrack zu Sweet Home Alabama verliehen.

## Soundtrack
Den Soundtrack steuerten unter anderem Avril Lavigne, SHeDAISY und Jewel bei. Letztere singt auch eine Coverversion des Lynyrd-Skynyrd-Hits Sweet Home Alabama, der „Hymne des US-Bundesstaates Alabama“, wie es im Film scherzhaft heißt.